# 쉿! 내 친구는 빅파이브
《쉿! 내 친구는 빅파이브》는 빅파이브문화산업전문 유한회사, 탁툰엔터프라이즈, 중앙애니메이션에서 공동 제작한 애니메이션으로, 2019년 7월 17일부터 2020년 1월 22일까지 KBS 2TV에서 매주 수요일에, 2021년 1월 2일부터 7월 17일까지 시즌 2가 KBS 1TV에서 토요일에 방영했다.
어린 아이들의 영원한 친구인 장난감들에게 스톱모션(Stop-Motion) 기법을 통해 생명력을 부여하고, 살아 있는 장난감들의 세계를 구현하는 애니메이션으로, 장난감들의 영웅들인 '빅파이브'의 모험을 통해 일상 속 판타지 공간을 창조하여, 색다른 시각적인 모험을 아이들에게 선사한다.

## 줄거리
- 언제나 비밀이 가득한 곳 '리틀 빅 히어로' 안에서 펼쳐지는 장난감들의 좌충우돌 이야기.
- 아이들이 모두 집으로 돌아가고 불이 꺼진 키즈카페 '리틀 빅 히어로'에서 장난감들이 깨어난다. 사람들의 눈을 피해 함께 살아가는 개구진 장난감 친구들. 그리고 그 장난감 친구들에게 문제가 생길 때면 언제 어디서든 달려가는 장난감 수호대 '빅파이브'. 빅파이브에게 오늘은 어떤 일이 생길까? 빅파이브, 출동!

## 등장 인물

### 빅파이브
| 캐릭터 | 특징 |
| ------ | --- |
| 패트   | 믿음직한 경찰차 로봇으로, 모든 일에 있어 규칙대로 움직인다. 항상 규칙들이 빼곡하게 적힌 별수첩을 들고 다닌다. 스스로의 일과 다른 장난감 친구들을 돕는 일에 매우 진지하다. 패트의 비밀 무기인 손모양 젤리젤리를 늘 가지고 다니기 때문에 위험한 순간마다 사용이 가능하다.                                             |
| 빌리   | 창의적인 스쿨버스 로봇으로, 항상 구조를 위한 도구를 가지고 다니며 다른 장난감 친구들을 안전하게 지켜 준다. 스쿨버스에서 로봇으로 변신했을 때 발에 달려 있던 바퀴를 분리해 요요처럼 이용할 수 있다. 문제가 발생했을 때 친구들을 위해 아주 용감하게 위험을 감수한다.                                                  |
| 테그   | 어리고 순진한 공룡 로봇. 힘이 매우 세기 때문에 <빅파이브> 내에서 힘을 담당하고 있다. 로봇으로 변신하면 공룡일 때 머리가 팔이 되는데, 이 팔은 엄청난 힘을 가지고 있다. 흥분하거나 행복할 때는 숨기지 못하고 입에서 거품을 뿜어낸다. 독서와 이야기를 사랑하는 테그. 하지만 가장 사랑하는 것은 단연 장난감 친구들이다. |
| 블록   | <빅파이브> 내에서 가장 크고, 너그러운 맏형 같은 존재. 늘 주위를 주의 깊게 살피고, 언제나 장난감 친구들을 잘 위로한다. 트럭에서 헬리콥터로 변신할 수 있다. <빅파이브> 중 유일하게 날 수 있기 때문에 줄과 후크를 통해 다른 장난감 친구들이나 물건들을 안전하게 구조하고 운반한다.                                     |
| 앤     | <빅파이브> 중 가장 작으며 유일한 인형인 앤. 작은 자동차인 '포니'를 타고 다닌다. 척척박사 앤이 고칠 수 없는 것은 없다. 고장난 장난감 친구들을 뚝딱뚝딱 수리한 후에는 늘 가지고 다니는 칭찬 스티커를 붙여 준다. 패러글라이딩, 서핑 등 어떤 익스트림 스포츠에도 능통하다.                                              |

### 장난감 친구들
| 캐릭터        | 특징 |
| ------------- | --- |
| 문어박사      | 인간들이 떨어뜨린 물건을 모아 이것저것 만드는 문어 인형. 머리카락이 없는 대머리지만 불가사리를 가발처럼 이용하는 발명가.  |
| 캡틴 블랙캣   | 스스로를 해적왕이라고 생각하는 고양이 인형. 쥐돌이들의 리더지만 상하관계로 이루어져 있지는 않다. '~냐옹'하는 말투를 쓴다. |
| 메일로        | '리틀 빅 히어로' 안의 배달부. 작고 귀여운 외형과는 다르게 크고 많은 우편물들을 옮길 수 있을 정도로 힘이 세다.             |
| 티토 할아버지 | 오래된 오뚝이 장난감으로 아는 것이 많다. 장난감 친구들의 인자한 할아버지 장난감.                                          |
| 빅테드        | 장난감 친구들에게 늘 친절한 테디베어 인형. 친구들을 안아 주는 것을 좋아한다.                                              |
| 데이지        | 배터리가 장착되어 있는 당나귀 인형. 춤추는 걸 좋아하는 탭 댄스의 신. 늘 흥이 넘친다.                                      |
| 퍼시 & 판도라 | 펭귄 인형 부부. 조용한 퍼시와 사랑스러운 수다쟁이 판도라는 '리틀 빅 히어로' 내에 유명한 사랑꾼 부부다.                    |
| 딩키          | 나무 장난감으로 모래 놀이터의 공사현장 책임자다. 중장비 아저씨들과 함께 현장을 지휘한다.                                  |
| 루피루        | 직물 인형으로 요가를 좋아하는 루피루는 차분하다. 꿈꾸는 방 안에서 책을 읽거나 요가하는 것을 좋아한다.                     |
| 렉스 아저씨   | 공사현장 일꾼으로 어린이들을 위한 모래성을 쌓는다.                                                                        |
| 도져 아저씨   | 공사현장 일꾼으로 어린이들을 위한 모래성을 쌓는다.                                                                        |
| 빅디 아저씨   | 공사현장 일꾼으로 어린이들을 위한 모래성을 쌓는다.                                                                        |
| 쥐돌이들      | 캡틴 블랙캣의 부하들. 종종 짐을 싸서 도망가려는 시도도 한다.                                                              |
| 네모친구들    | 다양한 생김새를 하고 있는 사람 모양 장난감. 늘 자석으로 붙어서 다닌다.                                                    |
| 마우스맨들    | 태엽 장난감 쥐로 태엽을 감으면 움직이거나 말할 수 있다.                                                                   |
| 딜리와 친구들 | 작고 귀여운 노란 오리 장난감. 친구들과 어울려 다닌다.                                                                     |
| 깔끔이        | '리틀 빅 히어로'를 청소하고 다니는 청소기 장난감. 무당벌레 모양을 한 플라스틱 장난감.                                     |
| 군인아저씨들  | 대장 군인 아저씨를 필두로 3~4명의 군인들이 항상 함께 다닌다.                                                              |

### 목소리출연
- 조현정 - 패트, 판도라
- 김나율 - 빌리
- 김명준 - 테크
- 황창영 - 블록, 퍼시
- 강시현 - 앤
- 신용우 - 문어박사, 캡틴 블랙캣, 빅테드
- 홍수정 - 메일로
- 이봉준 - 티토 할아버지
- 이지현 - 데미지, 딜리와 친구들

### 제작진
기획 KBS
제작 빅파이브문화산업전문 유한회사, 중앙애니메이션, 탁툰엔터프라이즈
저작권 탁툰엔터프라이즈 All rights reserved.

## 방영 목록

### 시즌 1
| 회차       | 제목                   | 방송 일자        |
| ---------- | ---------------------- | ---------------- |
| 1화        | 출동! 빅파이브         | 2019년 7월 17일  |
| 2화        | 별수첩이 필요해        | 2019년 7월 24일  |
| 3화        | 다함께 춤추기          | 2019년 7월 31일  |
| 4화        | 엉뚱 발명왕 문어박사   | 2019년 8월 7일   |
| 5화        | 스티커를 받고 싶어     | 2019년 8월 14일  |
| 6화        | 티토 할아버지의 소원   | 2019년 8월 21일  |
| 7화        | 딜리의 연못            | 2019년 8월 28일  |
| 8화        | 빌리의 응급 대피 훈련  | 2019년 9월 4일   |
| 9화        | 비밀의 터널            | 2019년 9월 11일  |
| 10화       | 행운의 동전            | 2019년 9월 18일  |
| 11화       | 웃음꽃이 피었습니다    | 2019년 9월 25일  |
| 12화       | 포니의 대변신          | 2019년 10월 2일  |
| 13화       | 잃어버린 선물          | 2019년 10월 16일 |
| 14화       | 즐거운 댄스축제        | 2019년 10월 23일 |
| 15화       | 동글동글 잠수 대작전   | 2019년 10월 30일 |
| 16화       | 메일로와 쥐돌이의 대결 | 2019년 11월 6일  |
| 17화       | 깔끔이를 멈춰라!       | 2019년 11월 13일 |
| 18화       | 나도 선물을 받고 싶어  | 2019년 11월 20일 |
| 19화       | 이빨이 부러졌어요      | 2019년 11월 27일 |
| 20화       | 고마워 빅파이브        | 2019년 12월 4일  |
| 21화       | 내 사랑 판도라         | 2019년 12월 11일 |
| 22화       | 안녕 프레스토          | 2019년 12월 18일 |
| 23화       | 불가사리 구출 작전     | 2019년 12월 24일 |
| 24화       | 예티가 나타났어요      | 2020년 1월 8일   |
| 25화       | 리듬에 맞춰 점프!      | 2020년 1월 15일  |
| 최종화(26) | 테그의 선택            | 2020년 1월 22일  |

### 시즌 2
| 회차       | 제목                        | 방송 일자       |
| ---------- | --------------------------- | --------------- |
| 1화        | 통조림 놀이                 | 2021년 1월 2일  |
| 2화        | 누가누가 잘하나             | 2021년 1월 9일  |
| 3화        | 티들스는 어디에?            | 2021년 1월 16일 |
| 4화        | 아빠가 된 패트              | 2021년 1월 23일 |
| 5화        | 반짝반짝 작은 별            | 2021년 1월 30일 |
| 6화        | 보물찾기 소동               | 2021년 2월 6일  |
| 7화        | 멋진 사진찍기               | 2021년 2월 20일 |
| 8화        | 냄새가 너무 지독해요        | 2021년 2월 27일 |
| 9화        | 종이컵 전화기               | 2021년 3월 6일  |
| 10화       | 블랙캣의 해적놀이           | 2021년 3월 13일 |
| 11화       | 그림자 놀이                 | 2021년 3월 27일 |
| 12화       | 숨바꼭질 대소동             | 2021년 4월 3일  |
| 13화       | 아슬아슬 자동차 경주        | 2021년 4월 10일 |
| 14화       | 테그의 탐정 수업            | 2021년 4월 17일 |
| 15화       | 새 책이 도착했어요          | 2021년 4월 24일 |
| 16화       | 바닥이 미끌미끌             | 2021년 5월 1일  |
| 17화       | 색다른 생일 선물            | 2021년 5월 8일  |
| 18화       | 길 좀 알려주세요            | 2021년 5월 15일 |
| 19화       | 도와주세요 빅파이브         | 2021년 5월 29일 |
| 20화       | 쉬는 날이 꼭 필요해         | 2021년 6월 5일  |
| 21화       | 소문에 따르면               | 2021년 6월 12일 |
| 22화       | 골라골라 장터               | 2021년 6월 19일 |
| 23화       | 문어 박사님과 티토 할아버지 | 2021년 6월 26일 |
| 24화       | 블랙캣의 함정 수업          | 2021년 7월 3일  |
| 25화       | 여행자 키토                 | 2021년 7월 10일 |
| 최종화(26) | 새로운 세상을 향해          | 2021년 7월 17일 |